# Onchidiopsis hannai
Onchidiopsis hannai är en snäckart som beskrevs av Dall 1916. Onchidiopsis hannai ingår i släktet Onchidiopsis och familjen Lamellariidae. Inga underarter finns listade i Catalogue of Life.